# Condado de Kent (Rhode Island)
O condado de Kent (em inglês:  Kent County) é um dos cinco condados do estado americano de Rhode Island. Não possui sede de condado e sua cidade mais populosa é Warwick. Foi fundado em 1750.

## Geografia
De acordo com o United States Census Bureau, o condado possui uma área de 487 km², dos quais 436 km² estão cobertos por terra e 51 km² por água.

## Demografia
Segundo o censo nacional de 2010, o condado possui uma população de 166 158 habitantes e uma densidade populacional de 380,7 hab/km². É o segundo condado mais populoso de Rhode Island. Possui 73 701 residências, que resulta em uma densidade de 168,85 residências/km².
Das cinco localidades incorporadas no condado, Warwick é a mais populosa, com 82 672 habitantes, enquanto que West Warwick é a mais densamente povoada, com 1 447 hab/km². West Greenwich é a menos populosa, com 6 135 habitantes. De 2000 para 2010, a população de West Greenwich cresceu 20% e a de Warwick reduziu em quase 4%. Apenas uma localidade possui população inferior a 10 mil habitantes.